# Dumbrava (gmina Poiana Cristei)
Dumbrava – wieś w Rumunii, w okręgu Vrancea, w gminie Poiana Cristei. W 2011 roku liczyła 225
mieszkańców